# Željezna županija
Željezna županija (mađarski: Vas megye) jedna je od 19 mađarskih  županija. Pripada regiji Zapadnom Podunavlju. Administrativno središte je Sambotel. Površina županije je 3336 km², a broj stanovnika 268 123. 

## Zemljopisne osobine
Nalazi se u zapadnoj Mađarskoj, u regiji Zapadnom Podunavlju (Nyugat-Dunántúl)
Susjedne županije su Đursko-mošonjsko-šopronska na sjeverozapadu, Vesprimska na istoku i Zalska na jugoistoku. Na zapadu graniči s Austrijom, a na jugozapadu sa Slovenijom.
Gustoća naseljenosti je 80 stanovnika po četvornom kilometru. 
U Željeznoj se županiji nalazi 216 naselja.
Gradovi su: Sambotel, Sárvár, Kirmied (Kermien, Kermend, mađ. Körmend), Kiseg (Kőszeg), Celjdomak (mađ. Celldömölk), Monošter (mađ. Szentgotthárd), Varuoš (mađ. Vasvár), Čaprieg (mađ. Csepreg), Répcelak, Őriszentpéter

## Upravna organizacija
Hrvatska imena naselja prema ili

### Gradovi
- Sambotel (mađ. Szombathely)
- Sárvár
- Kirmied (Kermien, Kermend, mađ. Körmend)
- Kiseg (Kőszeg)
- Celjdomak (mađ. Celldömölk)
- Monošter (mađ. Szentgotthárd)
- Varuoš (mađ. Vasvár)
- Čaprieg (mađ. Csepreg)
- Répcelak
- Őriszentpéter
- Vép
- Bike

### Velika sela i sela
| - Jučad - Alsószölnök - Alsóújlak - Andrásfa - Apátistvánfalva - Bajánsenye - Balogujamba - Bejcgyertyános - Bérbaltavár - Boba - Borgáta - Božuok - Buzaj - Bogud - Bögöte - Bieja - Bučura - Cák - Chernelházadamonya - Csákánydoroszló - Csánig - Csehi - Csehimindszent - Csempeszkopács - Činja - Csipkerek - Csönge - Csörötnek - Daraboshegy - Duzmat - Dobriđ - Draška - Duka - Egervölgy - Egyházashetye | - Egyházashollós - Radovac - Gornji Četar - Felsőjánosfa - Felsőmarác - Felsőszölnök - Gasztony - Gienča - Gersekarát - Gérce - Guora - Đanova-Garđa - Šergija - Győrvár - Halastó - Halogy - Hrastini - Hegyfalu - Hegyháthodász - Hegyhátsál - Hegyhátszentjakab - Hegyhátszentmárton - Hegyhátszentpéter - Hrvatske Šice - Hrvatski Židan - Hosszúpereszteg - Ikervár - Biernja - Ispánk - Ivánc - Jakova - Jákfa - Jánosháza - Karakó - Katafa | - Káld - Kám - Keléd - Kemeneskápolna - Kemenesmagasi - Kemenesmihályfa - Kemenespálfa - Kemenessömjén - Kemenesszentmárton - Tarotfala - Kenéz - Kenyeri - Kercaszomor - Kerkáskápolna - Kétvölgy - Kisrákos - Kissomlyó - Kišujamba - Lukindrof - Kondorfa - Köcsk - Duorslov - Pačija - Sridišće - Luč - Lukofčac - Magyarlak - Magyarnádalja - Magyarszecsőd - Magyarszombatfa - Meggyeskovácsi - Megyehíd - Mersevát - Mesterháza - Mesteri | - Mislin - Mikosszéplak - Sečud - Nagygeresd - Veliki Kukiet - Nagymizdó - Nagyrákos - Nagysimonyi - Nagytilaj - Narda - Nádasd - Naraj - Nemesbőd - Miešča - Nemeskeresztúr - Nemeskocs - Nemeskolta - Nemesládony - Medviš - Riempa - Nick - Njugir - Olaszfa - Orfalu - Ostffyasszonyfa - Oszkó - Plajgor - Ölbő - Őrimagyarósd - Pankasz - Pácsony - Pápoc - Pecöl - Perinja - Prisika | - Petőmihályfa - Vincjieta - Pornuova - Parpac - Pósfa - Čuj - Püspökmolnári - Rábagyarmat - Hidvik - Rábapaty - Rábatöttös - Mali Kuljkied-Pustaba - Rátót - Sejur - Rönök - Rum - Sajtoskál - Šalpa - Sárfimizdó - Šieba - Simaság - Sitke - Klajdof - Kapona - Planja - Sótony - Šeptija - Szaknyér - Szakonyfalu - Szalafő - Kiendra - Szatta - Szeleste - Szemenye - Petrovo Selo | - Szergény - Szőce - Tanajda - Taplanava - Telekes - Tokorcs - Tompaládony - Tormásliget - Turanj - Temierje - Uraiújfalu - Vašalje - Suonpara - Vasegerszeg - Vashosszúfalu - Grozdof - Vassurány - Vasszentmihály - Vasszécseny - Vasszilvágy - Vámoscsalád - Vásárosmiske - Vát - Veliemba - Velemér - Viszák - Vönöck - Ženija - Zsédeny |

## Stanovništvo
U županiji živi 268 123 stanovnika (prema popisu 2001.).
- Mađari = 257 080
- Hrvati 3 124
- Nijemci = 2 387
- Slovenci 2 215
- Romi, Bajaši = 1 577
- Rumunji = 155
- Ukrajinci 106
- ostali

## Vanjske poveznice
- (engleski) Mađarski statistički ured - nacionalni sastav Željezne županije 2001.